# Merriman (Nebraska)
Merriman is een plaats (village) in de Amerikaanse staat Nebraska, en valt bestuurlijk gezien onder Cherry County.

## Demografie
Bij de volkstelling in 2000 werd het aantal inwoners vastgesteld op 118. In 2006 is het aantal inwoners door het United States Census Bureau geschat op 114, een daling van 4 (-3,4%).

## Geografie
Volgens het United States Census Bureau beslaat de plaats een oppervlakte van 2,7 km², geheel bestaande uit land. Merriman ligt op ongeveer 992 m boven zeeniveau.

## Geboren
- Val Fitch (1923-2015), natuurkundige en Nobelprijswinnaar (1980)

## Plaatsen in de nabije omgeving
De onderstaande figuur toont nabijgelegen plaatsen in een straal van 44 km rond Merriman.